# Британско военно гробище (Брало)
Британското военно гробище (на английски: Bralo British military cemetery) в Брало, Централна Гърция, е създадено през октомври 1917 година по време на Първата световна война до британска военно-полева болница.
В него са погребани 101 британски войници и офицери. В гробището е погребан и 1 български войник - С. К. Генев, редник, починал на 22.10.1918 г., гроб 137